# 석보로
석보로(Seokbo-ro)는 경상북도 영덕군 지품면 황장삼거리와 영양군 입암면 잇는 경상북도의 도로이다.

## 주요 경유지
경상북도
- 영양군 (석보면 - 입암면) - 영덕군 (지품면)